# Pedro Saccaggio
Pedro Celestino Saccaggio (San Giorgio Canavese, Italia 2 de enero de 1876 - Argentina, 2 de agosto de 1959) fue un ingeniero argentino.

## Biografía
Cuando tenía 6 años su familia se traslada a la Argentina. A los 12 años comienza a trabajar en los talleres del Ferrocarril Central Argentino (Ahora FCNGBM), en Victoria (provincia de Buenos Aires). Comienza sus estudios de Ingeniería mecánica. En 1936 se jubila, pero sigue trabajando como contratado. Este inventor de renombre internacional tenía entre sus inventos la modernización de los sistemas de iluminación y calefacción con base en energía eléctrica, desarrollos varios en material tractivo (que se siguen empleando hoy en día en todo el mundo) e incluso la fabricación en 1929 de una Usina Móvil, construida en los talleres de Remedios de Escalada. Este último invento es un concepto distinto de la posterior locomotora diésel.  A los doce años ingresó a los talleres del entonces FCCA en carácter de aprendiz. Iniciaría así una carrera en el ferrocarril que se prolongaría hasta 1955 cuando sería dejado cesante por la dictadura de Pedro Eugenio Aramburu, en la década del 30 realizó sus estudios Universitarios graduándose como Ingeniero Mecánico. Luego haría un Posgrado, Birmingham Inglaterra, recibiéndose con honores. Posteriormente en 1956 asediado por la dictadura se exiliaría en Londres hasta 1960.
Durante el gobierno de Juan Domingo Perón comienza  la construcción de las primeras Locomotoras Diésel en el país. Con su propio “Proyecto Saccaggio” como precursor, el Ingeniero desarrolló un modelo del cual se llegaron a construir dos unidades, la “Justicialista” y la “Argentina”, destacándose por su buen funcionamiento, su bajo costo operativo y su autonomía de 2000 km. sin ningún tipo de reabastecimiento, 
En el verano de 1952/3 la CM1 cubrió el corredor Constitución-Mar del Plata, corriendo “El Marplatense”, recorriendo 400 kilómetros en 3 h 45 min, hizo viajes a Bariloche en 22 h 10 min y a Mendoza en 11 h 40 min, alcanzando una velocidad promedio de 145 a 150 kilómetros horarios. En marzo de 1953 la CM1 alcanzó los 100.000 kilómetros de recorrido y el Ing. Saccaggio presentó un informe al Ministro de Transporte Ing. Maggi: recorría 850 kilómetros diarios, para la misma prestación se necesitaban tres locomotoras a vapor de primera línea. 
Debido al éxito de los prototipos, se encargó la construcción de 70 locomotoras más,  Saccaggio propuso un modelo mejorado y se encargó la construcción de 610 nuevas locomotoras, para las cuales se construyó la División de Grandes Motores Diesel de Fiat en Córdoba (hoy Materfer).
Finalmente, en 1955 el país sufre el golpe de Estado y durante la dictadura de Aramburu se desmanteló FADEL y se encargó de desprestigiar al Ingeniero Saccaggio ante la opinión pública al poner en duda su idoneidad diciendo que era “un ex lavacopas del FFCC Oeste que pretendía fabricar locomotoras en el país”. Con el golpe de Estado de 1955 se acabó el proyecto. El Gobierno de facto clausuró la fábrica y la desmanteló. En el Galpón 35 de los talleres de Liniers, en el oeste porteño, había originalmente más de 100 operarios con la clausura de la planta y la desactivación del plan se destruyeron planos, maquetas y moldes. Incluso los materiales se vendieron como chatarra.

## Inventos
- En 1910 propuso un sistema de iluminación y calefacción eléctrica que reemplazó a la tradicional a vapor de la locomotora.
- Ideó el mecanismo que permitió sustituir el carbón importado por combustible líquido nacional.
- En 1929 concibe la idea de las Usina Eléctricas, formaciones de tracción eléctrica que generaba por sí misma ese tipo de energía.
- En 1933 diseña la primera locomotora diésel (CM-210) y que prestó servicios hasta 1960.

## Fábrica Argentina de Locomotoras
En 1949 es puesto a cargo de la Fábrica Argentina de Locomotoras y es en esta etapa que Saccaggio despliega todo su potencial. Allí se construyó la primera locomotora diésel-eléctrica argentina. La "Justicialista", terminada en 1951 (CM1) y otra unidad similar la CM2, "La Argentina", en 1953.
También se construye bajo su mando una usina móvil para tracción Diesel-Eléctrica" (la U.E.6) que funcionó hasta 1962. El plan incluía la construcción de 610 locomotoras y 10 usinas móviles.
El régimen militar autodenominado Revolución Libertadora truncó el plan de Desarrollo Nacional. El nuevo gobierno cerró y desmanteló la Fábrica, esgrimiendo una "ideología liberal y antiindustrialista".